# Vendas Novas
Vendas Novas é uma cidade portuguesa do Distrito de Évora, estando integrada na sub-região Alentejo Central (NUT III) da região Alentejo (NUT II), com 9246 habitantes (2021).
Esta cidade é a sede do Município de Vendas Novas com 222,39 km² de área e 11 260 habitantes (2021), subdividido em 2 freguesias. O município é limitado a leste pelo município de Montemor-o-Novo, a sul por Alcácer do Sal, a oeste por Palmela e a noroeste pela parte oriental do Montijo. O município foi criado em 1962. Anteriormente era uma freguesia de Montemor-o-Novo.

## História[7]
A origem de Vendas Novas remonta à criação da Posta Sul, por ordem de D.João III. Foi então aberto um caminho de Aldeia Galega (Montijo) a Montemor-o-Novo de modo a reduzir o percurso e o tempo das viagens. Foi nesse caminho que o rei mandou construir uma estalagem, no local onde hoje se encontra Vendas Novas. Alguns anos mais tarde, por ordem de D.Teodósio, uma nova pousada foi construída nas Vendas Novas.
O nome do povoado terá provavelmente origem nas construções - "Estalagens" ou "Vendas" - que por serem de recente construção, eram novas, denominadas pelos viajantes como "as Vendas Novas". A povoação mais antiga do município é, no entanto a Landeira, hoje freguesia do município, de que existem referências de sua existência nos inícios do Séc. XII.
Vendas Novas foi freguesia do município de Montemor-o-Novo até 7 de Setembro de 1962, altura em que passou a município, após um processo reivindicativo iniciado no final do século XIX.

## Evolução da População do Município
Município criado pelo decreto-lei nº 44557, de 07 de Setembro de 1962, por desanexação da freguesia com o mesmo nome do município de Montemor-o-Novo
De acordo com os dados do INE o distrito de Évora registou em 2021 um decréscimo populacional na ordem dos 8.5% relativamente aos resultados do censo de 2011. No concelho de Vendas Novas esse decréscimo rondou os 4.9%. 	
| Número de habitantes ★ | Número de habitantes ★ | Número de habitantes ★ | Número de habitantes ★ | Número de habitantes ★ | Número de habitantes ★ | Número de habitantes ★ |
| ---------------------- | ---------------------- | ---------------------- | ---------------------- | ---------------------- | ---------------------- | ---------------------- |
| 1970                   | 1981                   | 1991                   | 2001                   | 2011                   | 2021                   |                        |
| 8 587                  | 10 933                 | 10 476                 | 11 619                 | 11 846                 | 11 245                 |                        |

★ Número de habitantes "residentes", ou seja, que tinham a residência oficial neste município à data em que os censos  se realizaram.)
| Número de habitantes por Grupo Etário ★★ | Número de habitantes por Grupo Etário ★★ | Número de habitantes por Grupo Etário ★★ | Número de habitantes por Grupo Etário ★★ | Número de habitantes por Grupo Etário ★★ | Número de habitantes por Grupo Etário ★★ | Número de habitantes por Grupo Etário ★★ |
| ---------------------------------------- | ---------------------------------------- | ---------------------------------------- | ---------------------------------------- | ---------------------------------------- | ---------------------------------------- | ---------------------------------------- |
|                                          | 1970                                     | 1981                                     | 1991                                     | 2001                                     | 2011                                     | 2021                                     |
| 0-14 Anos                                | 2 025                                    | 2 501                                    | 1 669                                    | 1 531                                    | 1 671                                    | 1 366                                    |
| 15-24 Anos                               | 1 415                                    | 1 367                                    | 1 611                                    | 1 430                                    | 1 060                                    | 1 152                                    |
| 25-64 Anos                               | 4 560                                    | 5 710                                    | 5 526                                    | 6 329                                    | 6 141                                    | 5 407                                    |
| = ou > 65 Anos                           | 790                                      | 1 355                                    | 1 670                                    | 2 329                                    | 2 974                                    | 3 320                                    |

★★ De 1900 a 1950 os dados referem-se à população "de facto", ou seja, que estava presente no município à data em que os censos se realizaram. Daí que se registem algumas diferenças relativamente à designada população residente

## Freguesias

Freguesias do município de Vendas Novas.

O município de Vendas Novas está dividido em 2 freguesias:
- Landeira
- Vendas Novas

## Património
- Capela Real do Palácio das Passagens
- Igreja de Nossa Senhora da Nazaré
- Igreja de Santo António/ Igreja Matriz
- Igreja de São Domingos Sávio
- Capela de São Gabriel
- Igreja de Piçarras
- Capela de Nossa Senhora Auxiliadora - Afeiteira
- Capela de Nossa Senhora de Fátima - Campos da Rainha
- Capela de São Pedro - Bombel
- Capela de Nossa Senhora da Ajuda
- Capela de São Fernando/Santo António
- Moinho Trapaceiro
- Palácio das Passagens
- Chafariz Real
- Palácio do Vidigal
- Moinho de Vento

## Política
O Presidente da Câmara Municipal de Vendas Novas é, desde janeiro de 2024, Valentino Salgado Cunha (PS). A Junta de Freguesia de Vendas Novas é presidida por Paula Valentim (PS) e a Junta de Freguesia de Landeira por Vítor Serrano (PS). (Lista de presidentes da Câmara Municipal de Vendas Novas)

### Eleições autárquicas[10]
| Data | %            | V            | %     | V     | %       | V       | %              | V      | %              | V       | %              | V       | %              | V  | Participação |                |
| Data | FEPU/APU/CDU | FEPU/APU/CDU | PS    | PS    | CDS-PP  | CDS-PP  | AD             | AD     | PPD/PSD        | PPD/PSD | PSD/CDS        | PSD/CDS | CH             | CH | Participação |                |
| ---- | ------------ | ------------ | ----- | ----- | ------- | ------- | -------------- | ------ | -------------- | ------- | -------------- | ------- | -------------- | -- | ------------ | -------------- |
| Data | 1976         | 48,13        | 3     | 37,20 | 2       | 10,51   | -              |        |                |         |                |         |                |    |              | 70,38 / 100,00 |
| 1979 | 53,82        | 3            | 14,84 | 1     | AD      | AD      | 29,60          | 1      | AD             | AD      | 83,39 / 100,00 |         |                |    |              |                |
| 1982 | 51,50        | 3            | 16,78 | 1     | AD      | AD      | 29,42          | 1      | AD             | AD      | 81,88 / 100,00 |         |                |    |              |                |
| 1985 | 55,57        | 3            | 41,05 | 2     |         |         |                |        |                |         | 77,73 / 100,00 |         |                |    |              |                |
| 1989 | 55,15        | 3            | 17,51 | 1     | 23,88   | 1       | 66,10 / 100,00 |        |                |         |                |         |                |    |              |                |
| 1993 | 52,39        | 3            | 25,69 | 1     | 2,98    | -       | 15,60          | 1      | 68,07 / 100,00 |         |                |         |                |    |              |                |
| 1997 | 52,72        | 4            | 28,59 | 2     | 1,72    | -       | 13,11          | 1      | 61,77 / 100,00 |         |                |         |                |    |              |                |
| 2001 | 53,95        | 5            | 20,56 | 1     |         |         | 21,13          | 1      | 59,35 / 100,00 |         |                |         |                |    |              |                |
| 2005 | 46,01        | 4            | 32,50 | 2     | 17,76   | 1       | 60,65 / 100,00 |        |                |         |                |         |                |    |              |                |
| 2009 | 52,20        | 4            | 30,23 | 2     | 14,49   | 1       | 57,60 / 100,00 |        |                |         |                |         |                |    |              |                |
| 2013 | 39,07        | 3            | 43,28 | 3     | 11,64   | 1       | 53,39 / 100,00 |        |                |         |                |         |                |    |              |                |
| 2017 | 25,21        | 2            | 61,09 | 5     | 11,00   | -       | 63,70 / 100,00 |        |                |         |                |         |                |    |              |                |
| 2021 | 18,46        | 1            | 41,53 | 2     | PPD/PSD | PPD/PSD | CDS-PP         | CDS-PP | 34,65          | 2       | 3,12           | -       | 58,34 / 100,00 |    |              |                |

### Eleições legislativas
| Data | %     | %     | %     | %    | %     | %        | %     | %     | %    | %     | %    | %   | %       | % | %  | %  |
| Data | PCP   | PS    | PSD   | CDS  | UDP   | APU/ CDU | AD    | FRS   | PRD  | PSN   | BE   | PAN | PSD CDS | L | CH | IL |
| ---- | ----- | ----- | ----- | ---- | ----- | -------- | ----- | ----- | ---- | ----- | ---- | --- | ------- | - | -- | -- |
| 1976 | 46,92 | 31,65 | 7,66  | 6,78 | 1,52  |          |       |       |      |       |      |     |         |   |    |    |
| 1979 | APU   | 17,61 | AD    | AD   | 1,63  | 47,64    | 28,27 |       |      |       |      |     |         |   |    |    |
| 1980 | APU   | FRS   | AD    | AD   | 0,52  | 44,73    | 30,49 | 18,89 |      |       |      |     |         |   |    |    |
| 1983 | APU   | 24,54 | 18,23 | 5,54 | 0,58  | 46,65    |       |       |      |       |      |     |         |   |    |    |
| 1985 | APU   | 15,28 | 19,34 | 4,65 | 0,87  | 40,99    | 14,41 |       |      |       |      |     |         |   |    |    |
| 1987 | CDU   | 14,97 | 33,73 | 2,48 | 0,51  | 36,52    | 6,37  |       |      |       |      |     |         |   |    |    |
| 1991 | CDU   | 22,69 | 36,83 | 2,97 |       | 28,17    | 0,74  | 1,56  |      |       |      |     |         |   |    |    |
| 1995 | CDU   | 38,42 | 21,18 | 5,86 | 0,51  | 30,15    |       |       |      |       |      |     |         |   |    |    |
| 1999 | CDU   | 36,58 | 21,82 | 5,56 |       | 30,22    | 0,10  | 1,26  |      |       |      |     |         |   |    |    |
| 2002 | CDU   | 33,86 | 27,81 | 6,21 | 26,31 |          | 1,59  |       |      |       |      |     |         |   |    |    |
| 2005 | CDU   | 41,26 | 18,68 | 4,44 | 26,12 | 4,39     |       |       |      |       |      |     |         |   |    |    |
| 2009 | CDU   | 27,10 | 19,17 | 8,53 | 28,12 | 10,24    |       |       |      |       |      |     |         |   |    |    |
| 2011 | CDU   | 22,66 | 28,72 | 9,77 | 25,97 | 3,70     | 0,89  |       |      |       |      |     |         |   |    |    |
| 2015 | CDU   | 33,96 | CDS   | PSD  | 24,47 | 8,36     | 1,12  | 24,39 | 0,42 |       |      |     |         |   |    |    |
| 2019 | CDU   | 38,45 | 17,73 | 2,94 | 19,65 | 7,27     | 2,28  |       | 0,58 | 2,13  | 0,73 |     |         |   |    |    |
| 2022 | CDU   | 43,25 | 22,14 | 1,08 | 14,71 | 3,39     | 0,75  | 0,68  | 8,80 | 2,49  |      |     |         |   |    |    |
| 2024 | CDU   | 30,37 | AD    | AD   | 11,50 | 23,45    | 3,44  | 1,28  | 2,14 | 20,78 | 2,83 |     |         |   |    |    |

ver: Lista dos Presidentes da Câmara Municipal de Vendas Novas

## Personalidades Ilustres
- João Luís Ricardo
- Pedro Madeira

## Transportes
O município de Vendas Novas é servido por uma estação de caminhos-de-ferro que permite diariamente cinco ligações diretas, em cada sentido, a Lisboa, Évora e Beja. É de longe o ponto de melhor acessibilidade a qualquer um dos três principais centros urbanos em todo o Alentejo, em transportes públicos, já que dista apenas 25 minutos de Évora, 50 minutos de Lisboa e cerca de 1 hora, de Beja. 
Permite ainda a ligação à estação de Pinhal Novo em apenas 22 minutos e à estação do Pragal em 42 minutos, possibilitando fáceis acessos aos diversos centros urbanos da Península de Setúbal (Almada, Seixal, Barreiro, Moita, Montijo, Palmela, Setúbal) por via ferroviária, e geralmente abaixo dos 40-45 minutos. Num raio de 60 minutos e de transportes públicos abrange, portanto, mais de 3 milhões de pessoas (30% da população portuguesa).
A Estação de Vendas Novas está integrada na Linha do Alentejo. Aflui também à estação a Linha de Vendas Novas, actualmente utilizada para serviço de mercadorias, mas com mais de um século de história no transporte de passageiros (nomeadamente Setil - Cartaxo, serviço CP Regional, e o Comboio Azul, serviço CP Longo Curso extinto em meados da década de 2000, que passava diretamente em Vendas Novas sem quaisquer desvios a Lisboa). 
Ao nível dos transportes rodoviários a cidade é servida sobretudo pela Rodoviária do Alentejo: Vendas Novas possui mais de 10 ligações diárias a Évora, Setúbal e Montemor-o-Novo nesta operadora, estando ligada a Montemor-o-Novo em 25 minutos, e a Setúbal/Évora em cerca de 50-60 minutos. Existem ainda 5 a 6 circulações diárias fornecidas pelos TST, entre Setúbal e Landeira (freguesia do município de Vendas Novas), na carreira 709. A Rede Nacional de Expressos possui ainda algumas ligações de longo curso em Vendas Novas, com até 2 circulações diárias de longo curso para vários localidades a nível nacional.

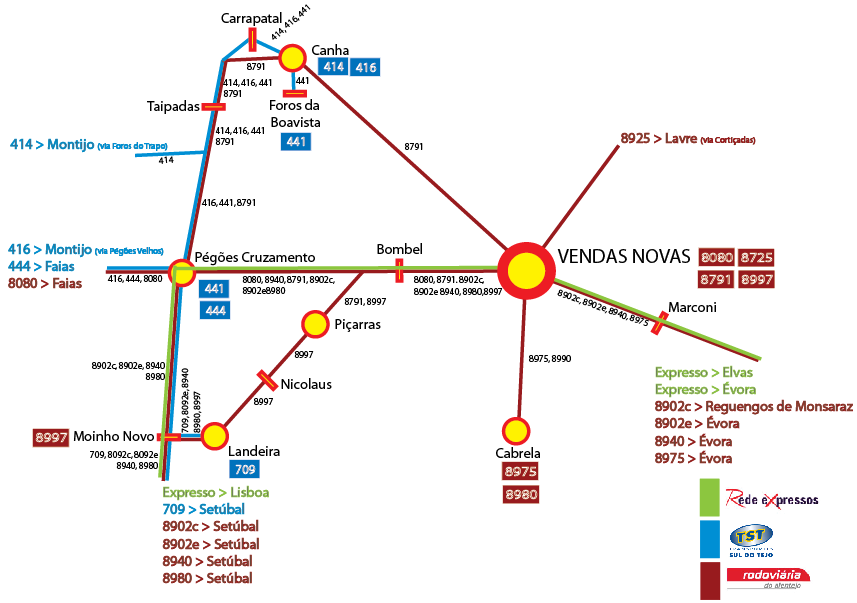
Mapa local de Transportes Rodoviários de Vendas Novas
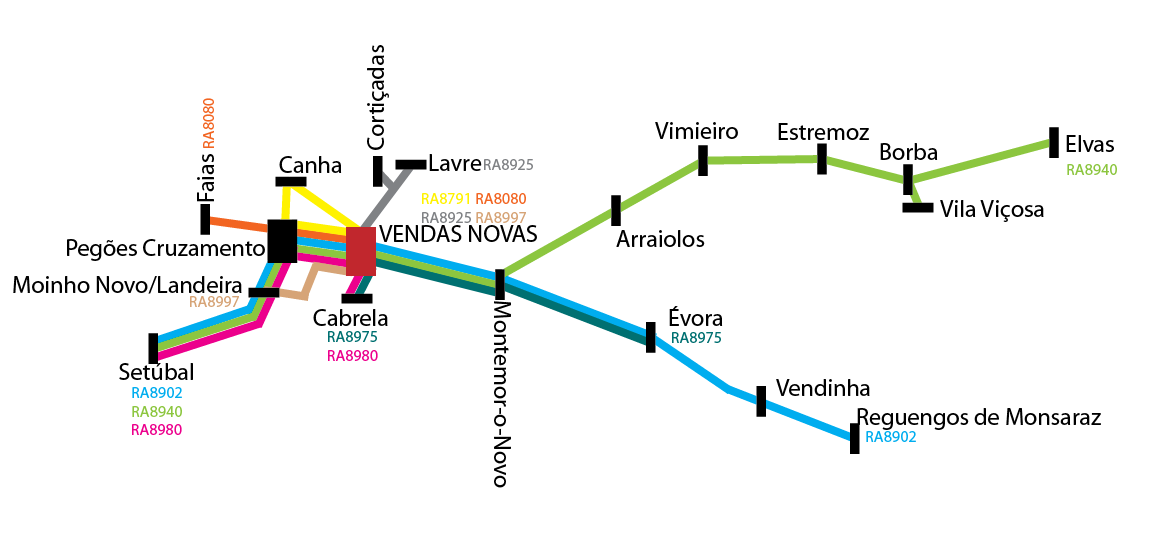
Mapa regional de Transportes Rodoviários de Vendas Novas

O nó da Marateca situa-se nas proximidades da aldeia de Landeira o que confere a Vendas Novas uma posição geográfica vantajosa. A este da cidade encontra-se o acesso à A6, sendo que ao nó da Marateca afluem, além desta, a A2 e a A13. De carro chega-se a localidades como Lisboa, Évora, Vila Franca de Xira, Santarém e Setúbal em cerca de 45 a 50 minutos. Vendas Novas dista 35 minutos de Palmela, pela A6; e 40 minutos de Montijo e Alcochete, pela N4.

## Equipamentos
- Piscinas Municipais de Vendas Novas
- Biblioteca Municipal
- Estádio municipal e pista de atletismo
- Pavilhão gimnodesportivo municipal
- Polidesportivo sintético (Landeira)
- CEAmb - Centro de educação ambiental e espaço internet rural
- Espaço Internet de Vendas Novas
- Mercado municipal de Vendas Novas

## Cultura
- Museu da Escola Prática de Artilharia
- Museu Etnográfico e Agrícola do Grupo de Danças e Cantares dos Pioneiros de Vendas Novas
- Espaço Etnográfico do Rancho Folclórico de Landeira
- Museu Etnográfico e Agrícola do Rancho Folclórico de Piçarras
- Ecomuseu de Recursos Florestais - Horto pedagógico experimental
- Auditório municipal

## Comércio
Vendas Novas não tem nenhum centro comercial de média ou grande dimensão, sendo que o seu vasto comércio está inserido pelas várias ruas da cidade. É ainda possível encontrar em Vendas Novas diversas cadeias de supermercados como o Intermarché, Lidl, Minipreço, Pingo Doce e o Continente Bom Dia.

## Espaços Verdes
- Jardim Público de Vendas Novas
- Jardim do Bairro José Saramago
- Praça Central de Landeira

## Gastronomia
Da gastronomia local destacam-se as bifanas de Vendas Novas, as açordas, as migas, as sopas e os ensopados. O doce local são as Granadas.

### Bifanas de Vendas Novas
O prato mais afamado de Vendas Novas são as bifanas que atraem milhares de visitantes à cidade, principalmente à zona da Boavista. As bifanas de Vendas Novas são hoje comercializadas em vários centros comerciais do país incluindo Alegro Setúbal, Almada Fórum, Colombo ou Barreiro Retail Park.